# Hedd Wyn (film)
Hedd Wyn – walijski dramat filmowy z 1992 w reżyserii Paula Turnera, oparty na biografii poety Hedda Wyna. Jego akcja toczy się w czasie I wojny światowej.

## Obsada
- Huw Garmon: Ellis Evans (Hedd Wyn)
- Emlyn Gomer: Morris „Moi“ Davies
- Sue Roderick: Lizzie Roberts
- Judith Humphreys: Jini Owen
- Nia Dryhurst: Mary Catherine Hughes
- Catrin Fychan: Magi Evans
- Ceri Cunnington: Bob Evans
- Llio Silyn: Mary Evans
- Grey Evans: Evan Evans
- Gwen Ellis: Mary Evans
- Emma Kelly: Enid Evans
- Sioned Jones Williams: Cati Evans
- Llyr Joshua: Ifan Evans
- Angharad Roberts: Ann Evans
- Geraint Roberts: R. Williams Parry
- Gruffudd Aled: Griff Jones
- Derec Brown: wielebny J.D. Richards
- Arwel Gruffydd: William Morris
- J.O. Jones: Vikar
- Sian Summers: Gwen Williams
- Gwyn Vaughan: Owen Hughes
- Roger McKern: sierżant
- Dafydd Edmwnd: sierżant

## Nagrody i wyróżnienia
Film był nominowany do Oscara w kategorii: Najlepszy film nieanglojęzyczny i zdobył nagrodę BAFTA. Był to pierwszy walijski film nominowany do tej nagrody.